# Побединский, Никифор Фёдорович
Никифор Фёдорович Побединский (1 [14] июня 1912, Старая Барда, Бийский уезд, Томская губерния, Российская империя — 15 марта 1994, Красногорский район, Алтайский край, Россия) — помощник командира взвода 324-го стрелкового полка (77-я стрелковая дивизия, 51-я армия, 1-й Прибалтийский фронт), старшина.

## Биография
Никифор Фёдорович Побединский родился в крестьянской семье в селе Старая Барда Бийского уезда Томской губернии (в настоящее время село Красногорское Красногорского района Алтайского края). Окончил начальную школу, курсы механизаторов. Работал трактористом.
23 июня 1941 года Старобардинским райвоенкоматом Алтайского края он был призван в ряды Красной армии. С февраля 1942 года на фронтах Великой Отечественной войны.
Приказом по 324-му стрелковому полку от 3 апреля 1944 года старшина Побединский за мужество и героизм в боях с немецко-фашистскими захватчиками был награждён медалью «За отвагу».
В бою 26 июня 1944 года гвардии старшина Побединский с группой бойцов первым ворвался в деревню Подлипки в Витебской области и забросал гранатами огневую точку, размещённую на чердаке жилого дома, уничтожив 6 солдат противника. Приказом по 51-й гвардейской стрелковой дивизии от 26 августа 1944 года он был награждён орденом Славы 3-й степени.
1 сентября 1944 года в Латвии при отражении контратак противника старшина Побединский со своим отделением уничтожил 2 пулемётных расчёта и до 25 солдат противника. Лично Побединский уничтожил 6 солдат. Приказом по 77 стрелковой дивизии от 16 сентября 1944 года он был награждён орденом Красной Звезды.
В бою 25 января 1945 года возле населённого пункта Калети, когда был ранен командир взвода, старшина Побединский принял командование на себя и поднял взвод в атаку. Быстрым броском выбил противника с занимаемого рубежа и укрепился в нём, чем способствовал успеху роты в выполнении боевой задачи. Взводом в бою были уничтожены 2 огневые точки и 11 солдат противника. Приказом по 77 стрелковой дивизии от 16 февраля 1945 года он был повторно награждён орденом Славы 3-й степени. Указом Президиума Верховного Совета СССР от 27 февраля 1958 года он был перенаграждён орденом Славы 1-й степени.
В период тяжёлых боёв 23—25 февраля 1945 года за высоту 37,3 возле города Приекуле в Латвии старшина Побединский, когда офицеры взвода вышли из строя, принял командование взводом и, воодушевляя бойцов взвода, отразил несколько контратак противника. Быстрыми бросками достиг траншеи противника и овладел первой траншеей, уничтожив взводом 20 солдат противника и 2 ручных пулемёта. При этом был контужен, но продолжал командовать взводом. Приказом по 51-й армии от 10 марта 1945 года он был награждён орденом Славы 2-й степени.
Старшина Побединский был демобилизован в октябре 1945 года. Вернулся на родину. Проживал в селе Красногорское Алтайского края. Работал в совхозе бригадиром тракторного отряда. За участие в освоении целинных земель награждён орденом Ленина.
В 1985 году в ознаменование 40-летия Победы он был награждён орденом Отечественной войны 1-й степени.
Скончался 15 марта 1994 года.

## Память
- Его именем назван сквер в селе Красногорское.